# Amalie Skram

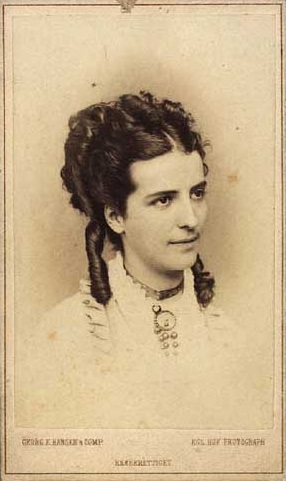
Amalie Skram, 1869 von Georg Emil Hansen fotografiert

Amalie Skram (* 22. August 1846 in Bergen als Berthe Amalie Alver; † 15. März 1905 in Kopenhagen) war eine norwegisch-dänische Schriftstellerin und Frauenrechtlerin.

## Leben

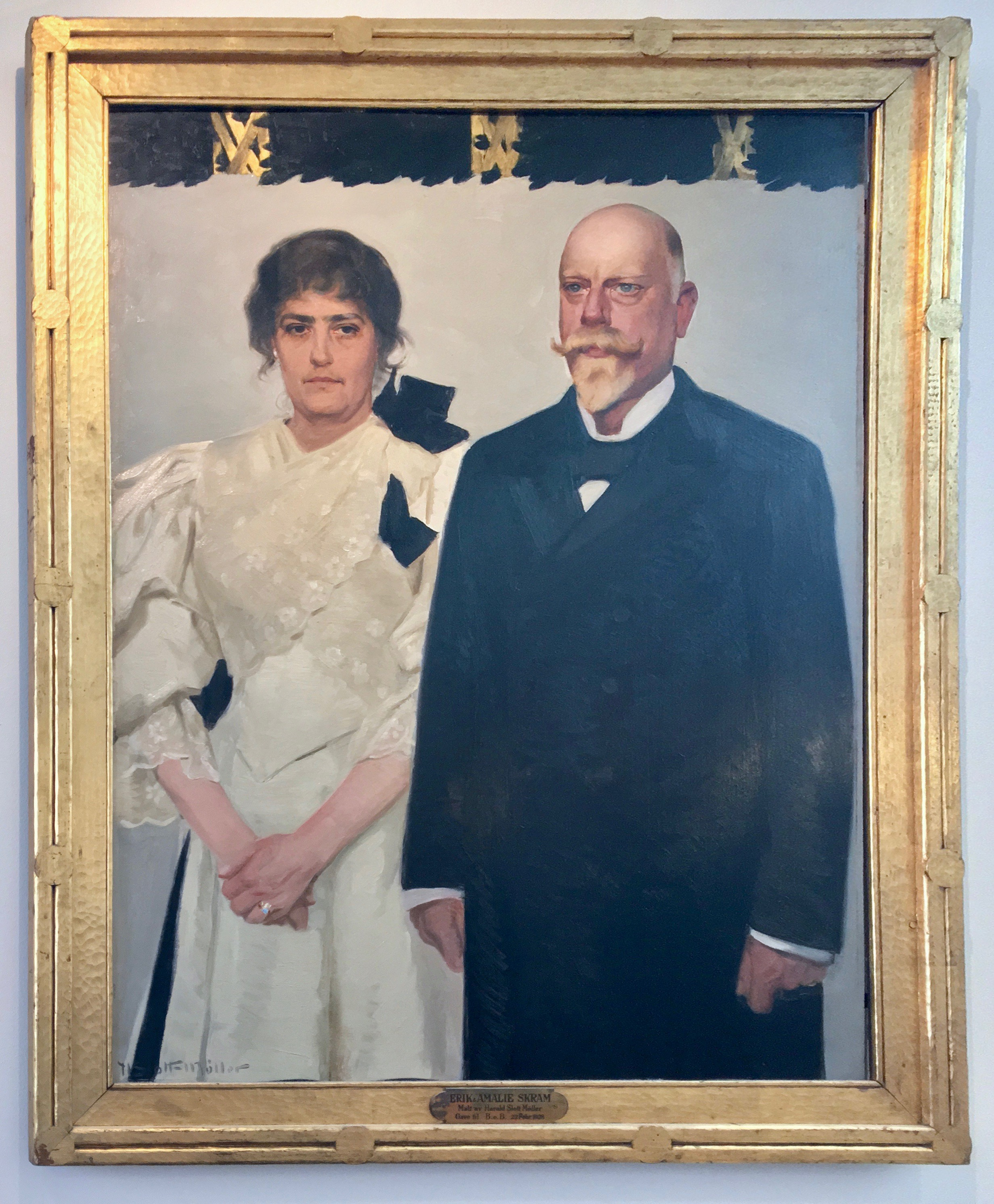
Amalie und Erik Skram, Gemälde des dänischen Malers Harald Slott-Møller, 1895

Berthe Amalie Alver wurde am 22. August 1846 in Bergen geboren. Die Eltern besaßen einen kleinen Landhandel, der jedoch in Konkurs ging, als Amalie 17 Jahre alt war. Ihr Vater Mons Monsen Alver setzte sich daraufhin in die USA ab, um einer Gefängnisstrafe zu entgehen, und ließ die Mutter mit ihren fünf Kindern allein.
Auf Druck der Mutter willigte Amalie in eine Ehe mit dem neun Jahre älteren Kapitän Müller ein, mit dem sie die Welt bereiste. Nach dreizehn Ehejahren und der Geburt zweier Söhne erlitt sie einen Nervenzusammenbruch und erwirkte nach einem Aufenthalt in einer Nervenklinik die Scheidung.
Gemeinsam mit ihren Söhnen zog sie nach Christiania, dem heutigen Oslo, und begann schriftstellerisch tätig zu werden. Außerdem traf sie dort andere Schriftsteller, wie Arne Garborg und Bjørnstjerne Bjørnson, mit denen sie über Jahre in Kontakt blieb.
1884 heiratete Amalie Müller erneut, diesmal den dänischen Schriftsteller Erik Skram, mit dem sie sich in Kopenhagen niederließ. Aus der Ehe ging eine Tochter hervor. Die Verpflichtungen als Hausfrau, Mutter und Schriftstellerin sowie die in ihren Augen schwache öffentliche Resonanz auf ihre literarische Arbeit führten zu einem weiteren Zusammenbruch 1894, in dessen Folge Amalie Skram in einer psychiatrischen Klinik in der Nähe von Roskilde lebte. 1899 wurde auch die zweite Ehe geschieden. Sie starb sechs Jahre später.

## Literarischer Werdegang
Im Jahr 1882 debütierte Amalie Skram unter dem Namen Amalie Müller mit der Erzählung Madam Høiers Leiefolk. Drei Jahre später folgte ihr erster Roman Constance Ring.
Sie schrieb weitere Romane und Erzählungen, die in drei Kategorien unterteilt werden können:
Eheromane
Zu diesen zählen Constance Ring, Lucie, Fru Ines und Forraadt, die die Rolle der Frau in der Ehe und dabei vor allem auch die weibliche Sexualität, ein Tabuthema zur damaligen Zeit, behandeln. Ihre Arbeiten wurden oft als Provokationen empfunden und lösten Proteste aus.
Generationsromane
Das Hauptwerk Amalie Skrams, die vierbändige Reihe Hellemyrsfolket, setzt sich mit dem Schicksal einer ganzen Familie über mehrere Generationen auseinander. Ähnlich wie die Eheromane sind auch die Generationsromane stark vom Naturalismus geprägt und prangern soziale Missstände der damaligen Zeit an.
Nervenklinikromane
Ihre letzten beiden Werke Paa St. Jørgen und Professor Hieronimus siedelte Amalie Skram in ihrer damaligen Lebensumgebung, der Nervenklinik, an. Auch diese Romane verursachten einigen Aufruhr in Dänemark und brachten Verbesserungen in den Anstalten.
Allen Werken gemeinsam ist der naturalistische Ansatz und der Wille, gesellschaftliche Veränderungen herbeizuführen. Skrams Werk gehört darum zur sogenannten Tendenzliteratur. Die betont weibliche Sicht auf viele Probleme der damaligen Zeit machte Amalie Skram außerdem zu einer Kronzeugin der Frauenbewegung der europäischen frühen Moderne. Ihre Werke gerieten zunächst bald in Vergessenheit, wurden jedoch ab den 1960er Jahren vom Feminismus und der Genderforschung wieder stärker beachtet.

## Werke
Romane
- Constance Ring, 1885
  - Konstanze Ring. Übersetzt von Marie Kurella[1]. Wigand, Leipzig 1897
- Lucie, 1888, Liebesgeschichte zwischen dem Advokaten Gerner und einer Tänzerin vom Tivoli
  - Lucie. Wigand, Leipzig 1898
- Forraadt, 1892
  - Verraten. Übersetzt von Emmy Drachmann. Langen, Paris/Leipzig/München 1897. (Digitalisat)
- Hellemyrsfolket:
  - Sjur Gabriel, 1887
  - To venner, 1888
  - S.G. Myhre, 1890
  - Afkom, 1898
    - Die Leute vom Felsenmoor. Übersetzt von Marie Kurella[1], Wigand, Leipzig 1898. Übersetzung von Sjur Gabriel und To venner (im Buch mit dem Titel: An Bord der “Zwei Freunde”)
    - Nachwuchs. Übersetzt von Mathilde Mann, Langen, München 1901. Übersetzung von Afkom
    - Die Leute vom Hellemyr. Mit einem Nachwort von  Gunnar Staalesen. Übersetzt von Christel Hildebrandt, Nora Pröfrock und Gabriele Haefs. Bände 1–4 in einem Band. Guggolz Verlag, Berlin 2022, ISBN 978-3-945370-38-4
- Professor Hieronimus, 1895
  - Professor Hieronymus. Übersetzt von Mathilde Mann, Langen, Paris/Berlin, 1895. Angezeigt auch mit dem Titel: Im Irrenhause (Professor Hieronymus), Wohlfeile Ausgabe, Langen, München 1895 (1897)
  - Professor Hieronimus (zusammen mit På Sct. Jørgen): Übersetzt von Christel Hildebrandt, Nachwort von Gabriele Haefs. Guggolz Verlag, Berlin  2016, ISBN 978-3-945370-07-0
- På Sct. Jørgen, Fortsættelse af „Professor Hieronimus“, 1895
- Julehelg, 1900
  - Ein Liebling der Götter, Übersetzt von Cläre Greverus Mjøen, Langen, München 1902
- Mennesker, 1905 (unvollendet)

Novellen
- Børnefortellinger, 1890
- Kjærlighed i Nord og Syd, 1891.  Darin: Bøn og anfægtelse, Knut Tandberg und Fru Inés
  - Frau Ines. Erzählung. Übersetzt von Luise Wolf. Seemann, Leipzig 1902. (Neuauflage 2024, ISBN 978-3-7437-4847-7)
  - Gebet und Anfechtung. Erzählung. Übersetzt von Luise Wolf. Seemann, Leipzig 1902
  - Knut Tandberg. Übersetzt von Luise Wolf. Seemann, Leipzig 1902. (Neuauflage 2016, ISBN 978-3-86199-840-2)
- Sommer, 1899
  - Sommer. Kleine Erzählung. Übersetzt von Adele Neustädter. Langen, München 1900

Theaterstücke
- Agnete, 1893 (Deutsch: Bearbeitet von Therese Krüger und Otto Erich Hartleben. Berlin, Deutsche Schriftsteller-Genossenschaft 1895). (Digitalisat)